# Arquelau de Esparta
Arquelau (em grego Άρχέλαος) foi rei da cidade-Estado grega de Esparta de 785 a.C. até 760 a.C. ano da sua morte, pertenceu à Dinastia Ágida.
Ele foi o filho e sucessor de Agesilau I, sendo sucedido por seu filho Teleclo.
Durante seu reino, com ajuda do rei euripôntida Carilau, os espartanos atacaram e venderam como escravos a população de Aegys, uma cidade dos periecos.